# Sint-Lambertuskerk (Beers)
De Sint-Lambertuskerk in Beers is een neogotische kruisbasiliek gebouwd naar een ontwerp van Caspar Franssen.

## De parochie
Beers was een onafhankelijke parochie onder het dekenaat Cuijk met een middeleeuwse kerk uit de 15e eeuw, gewijd aan de Heilige Lambertus. De parochie kende een broederschap, Sint-Jan de Doper en Sint-Antonius, die uitsluitend religieus van aard was. Hieruit is het Sint-Antoniusgilde voortgekomen, een schuttersgilde dat bestaat sinds ongeveer 1700, maar dat van de Franse tijd tot 1895 slapende was, waarna het weer heropgericht is.
Nadat de kerk in 1648 genaast was door de hervormden, kregen de katholieken in 1801 hun kerk weer terug. Deze kerk was echter in verwaarloosde staat en vereiste tal van reparaties. Er werd een nieuwe, neogotische kruisbasiliek gebouwd, waarvan Caspar Franssen de architect was. Deze werd in 1891 ingewijd. Het interieur toont muurschilderingen, gebrandschilderde ramen, een kruisweg en een Smits-orgel.
De 15e-eeuwse toren is bij de sloop van de middeleeuwse kerk bewaard gebleven. Ze heeft geen steunberen en telt drie geledingen die met spitsboognissen zijn versierd. De toren werd verhoogd en kreeg een nieuwe spits.
Op het kerkhof zijn een aantal historische graven, een piëta en een calvariegroep te vinden die, evenals de kerk, als rijksmonument zijn geklasseerd.